# IROC XI

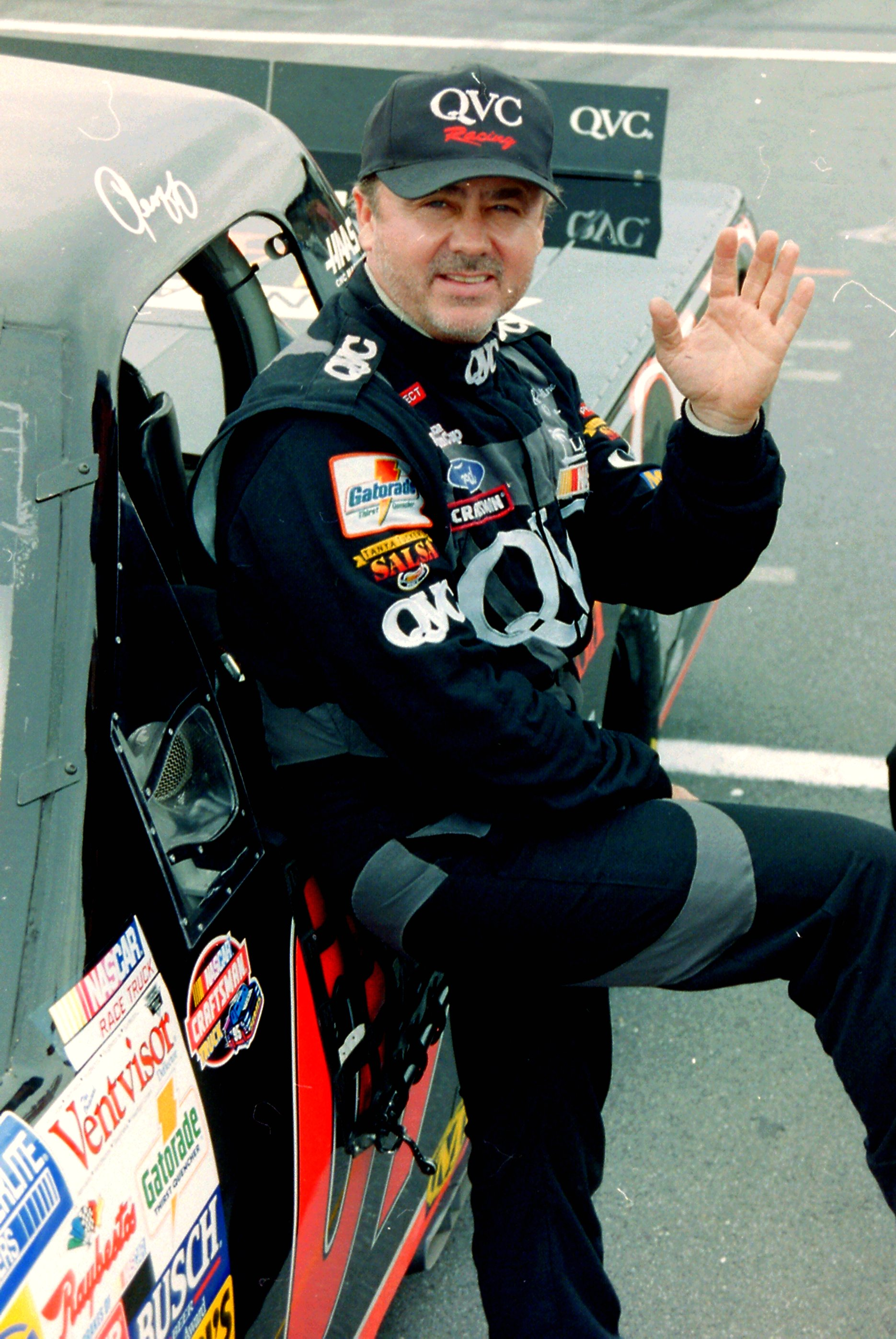
Geoff Bodine

La 11e édition de l'International Race of Champions, disputée en 1987, a été remportée par l'Américain Geoff Bodine. Tous les pilotes  conduisaient des Chevrolet Camaro.

## Courses de l'IROC XI
| Date            | Lieu         | Vainqueur    | Nationalité | Championnat d'origine |
| 13 février 1987 | Daytona      | Geoff Bodine | États-Unis  | Winston Cup (NASCAR)  |
| 6 juin 1987     | Mid-Ohio     | Bobby Rahal  | États-Unis  | CART                  |
| 1er août 1987   | Michigan     | Al Unser Jr. | États-Unis  | CART                  |
| 8 août 1987     | Watkins Glen | Geoff Bodine | États-Unis  | Winston Cup (NASCAR)  |

## Classement des pilotes
| Classement | Pilote               | Pays        | Championnat                               | Points |
| ---------- | -------------------- | ----------- | ----------------------------------------- | ------ |
| 1er        | Geoff Bodine         | États-Unis  | Winston Cup (NASCAR)                      | 76     |
| 2e         | Al Unser Jr.         | États-Unis  | CART                                      | 65     |
| 3e         | Bobby Rahal          | États-Unis  | CART                                      | 51     |
| 4e         | Wally Dallenbach Jr. | États-Unis  | Trans-Am (SCCA)                           | 43     |
| 5e         | Darrell Waltrip      | États-Unis  | Winston Cup (NASCAR)                      | 42     |
| 6e         | Bill Elliott         | États-Unis  | Winston Cup (NASCAR)                      | 38     |
| 7e         | Michael Andretti     | États-Unis  | CART                                      | 33     |
| 8e         | Scott Pruett         | États-Unis  | IMSA                                      | 32     |
| 9e         | Mario Andretti       | États-Unis  | CART                                      | 31     |
| 10e        | Dale Earnhardt       | États-Unis  | Winston Cup (NASCAR)                      | 30     |
| 11e        | Al Unser             | États-Unis  | CART                                      | 27     |
| 12e        | Derek Bell           | Royaume-Uni | World Sports Prototype Championship (FIA) | 27     |